# Historia Bydgoszczy (1920–1939)
Podczas powstania wielkopolskiego ofensywa powstańcza zatrzymała się na przedpolach miasta. Powstańcy realnie ocenili, że z uwagi na wyjątkowo duży odsetek ludności niemieckiej w mieście nie ma szans na zajęcie Bydgoszczy i woleli odłożyć walkę o nią do czasu negocjacji międzynarodowych. Ostatecznie przynależność Bydgoszczy do Polski została potwierdzona postanowieniami konferencji pokojowej w Wersalu. 19 stycznia 1920 r. pierwszy w odrodzonej Rzeczypospolitej prezydent Bydgoszczy Jan Maciaszek przejął władze w mieście od burmistrza Hugo Wolffa.
Pamiątką po związkach Bydgoszczy z powstaniem wielkopolskim 1918 roku i – szerzej – z całą Wielkopolską – jest Grób Nieznanego Powstańca Wielkopolskiego oraz późniejszy Pomnik Nieznanego Powstańca Wielkopolskiego usytuowany na skwerze przy ul. Bernardyńskiej, przed budynkiem UTP.